# Ludwig-Erhard-Haus

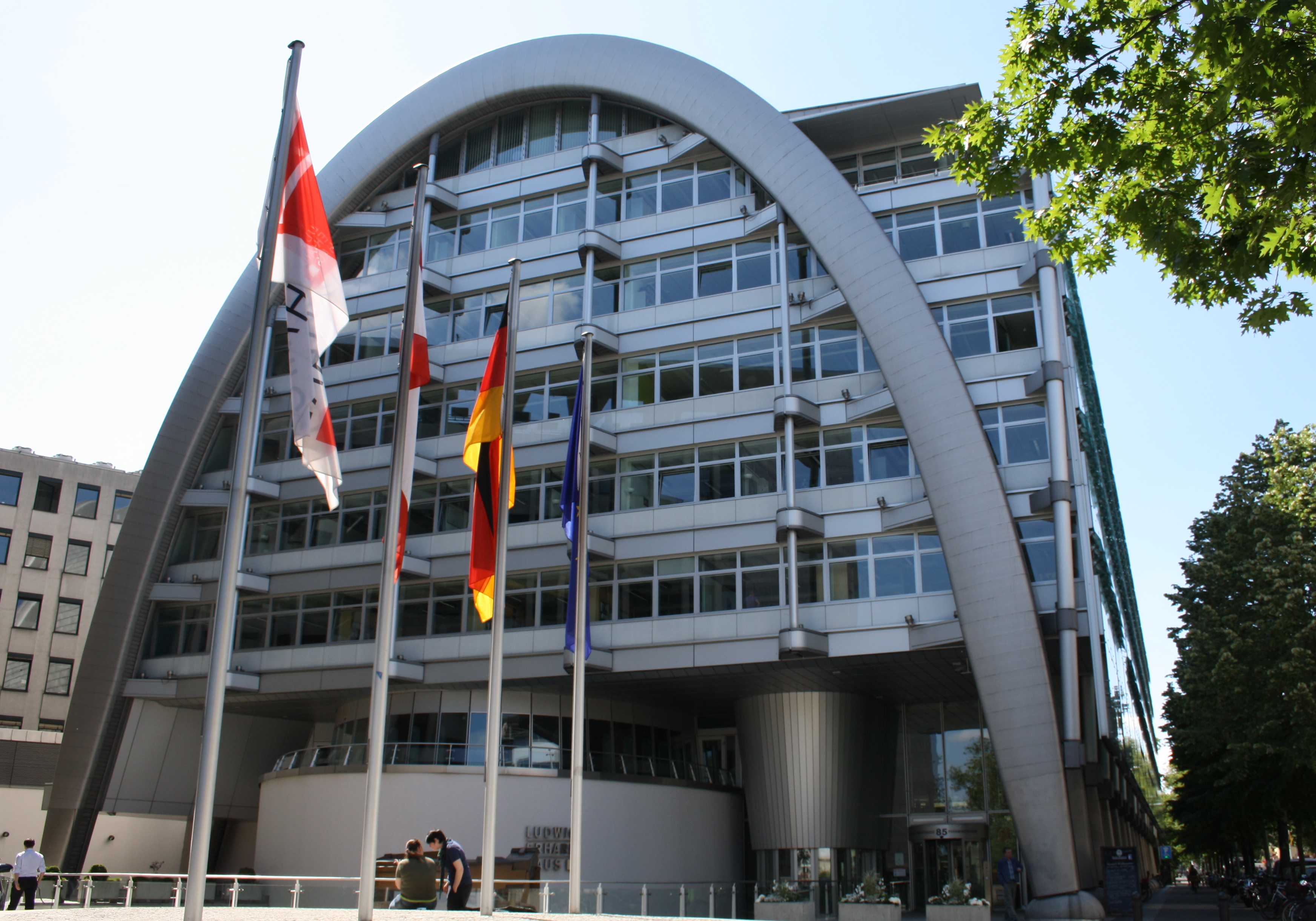
Ludwig-Erhard-Haus von Norden gesehen

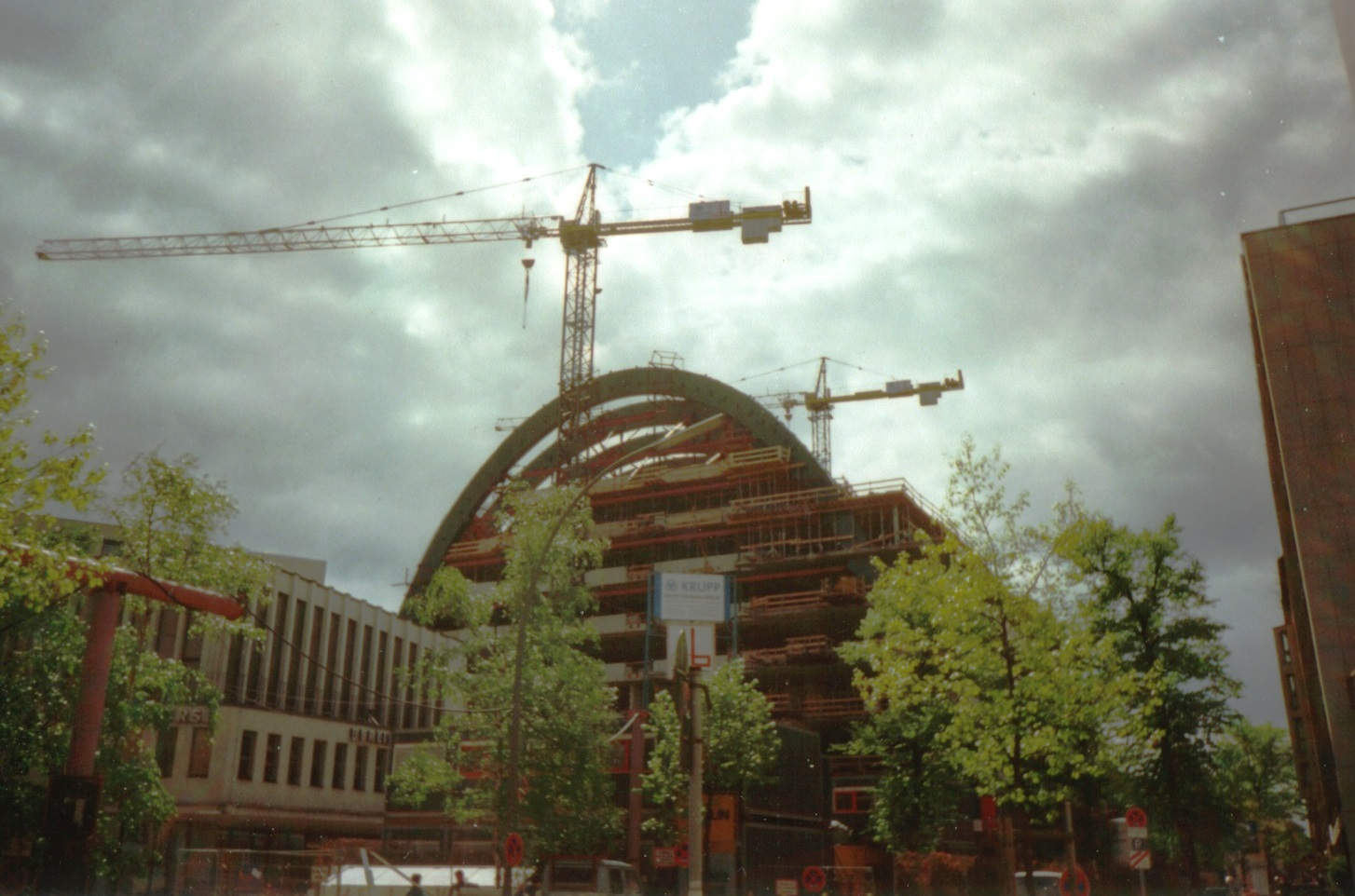
Baustelle des Ludwig-Erhard-Hauses, Mai 1996

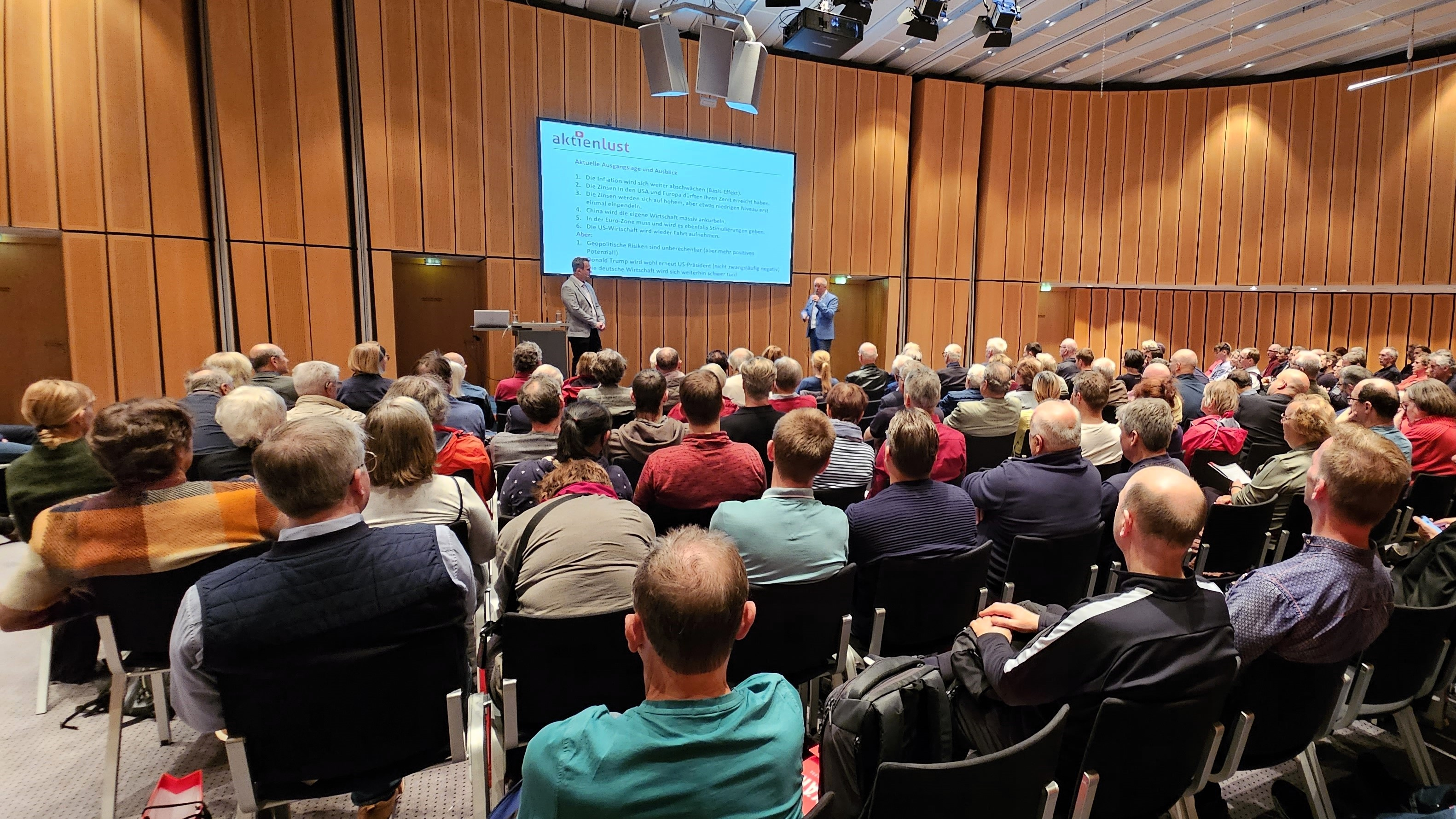
Großer Saal im Untergeschoss: Vortrag auf dem Börsentag 2023

Das Ludwig-Erhard-Haus (kurz LEH) befindet sich im Berliner Ortsteil Charlottenburg in der Fasanenstraße, unweit des Bahnhofs Zoologischer Garten und damit in der City West. Das LEH wurde von 1994 bis 1997 vom britischen Architektenteam Nicholas Grimshaw & Partner entworfen. Die Bauausführung erfolgte durch eine Arbeitsgemeinschaft bestehend aus Friedrich Krupp AG und Max Bögl. Am 21. September 1998 wurde das Haus eingeweiht.
Insgesamt 15 elliptische Bögen, bis zu 38,6 Meter hoch und 61,2 Meter weit spannend, bilden die Grundstruktur des Gebäudes. Die hochschwingenden Stahlbögen, die pfotenartigen Stützen und die „schuppige“ Fassade sollen nach dem Willen des Architektenteams ein Gürteltier nachempfinden. Von einer „internen Straße“ aus kann man auf das Börsenparkett blicken. Mit seiner eigenwillig geformten Stahl- und Glaskonstruktion zählt es zu den architektonischen Sehenswürdigkeiten der Stadt. An den Bögen hängen die neun oberen Geschosse, dadurch wurde der Bau eines stützenfreien Erdgeschosses möglich. Jeder Bogen hat eine andere Bauhöhe und Spannweite und besitzt einen geschweißten Stahlhohlkastenquerschnitt mit einer Breite von 0,8 Metern und einer Konstruktionshöhe von 0,8 Metern am Kämpfer und 2,1 Metern im Scheitelpunkt. Zwei gebäudehohe Atrien leiten Tageslicht in die Innenräume und mit doppelschichtigen Glasfassaden und steuerbaren Sonnenschutzlamellen kann das innere Klima sowohl im Winter als auch im Sommer ökologisch günstig kontrolliert werden. Eine architektonische Besonderheit sind auch die sechs Panoramalifte.
Im Ludwig-Erhard-Haus haben die IHK Berlin und weitere Institutionen der regionalen Wirtschaft ihren Sitz, darunter die Hauptstadtmarketing- und Wirtschaftsförderungsgesellschaft Berlin Partner für Wirtschaft und Technologie, der Verein Berliner Kaufleute und Industrieller sowie die Börse Berlin. Im Jahr 2018 kaufte die IHK Berlin das Ludwig-Erhard-Haus für 26,5 Millionen Euro vom Immobilienfonds und ist damit nun die alleinige Eigentümerin.
Das Gebäude ist nach Ludwig Erhard benannt, dem als „Vater“ der Sozialen Marktwirtschaft und des Wirtschaftswunders nach dem Zweiten Weltkrieg geltenden ersten Wirtschaftsminister der Bundesrepublik Deutschland und späteren Bundeskanzler.